# Eduard Puterbrot
Eduard Moiseevich Puterbrot (Makhachkala, 12 de setembro de 1940 — Makhachkala, 15 de novembro de 1993) foi um artista do Daguestão, membro da União dos Artistas da URSS, premiado com o Prêmio da República Socialista Soviética Autônoma do Daguestão, em honra a Gamzat Tsadasa pelas pinturas de mestres e concertos da vila, bem como esboços de decorações para a Medéia de Eurípides e o baú de desastre de Gamzat Tsadasa, honorável trabalhador de arte da República Socialista Soviética Autônoma do Daguestão. 
Ele é considerado um dos desenvolvedores do novo estilo de pintura na arte soviética, caracterizado, entre outras coisas, como simbolismo.

## Carreira
Estudou na oficina de artes visuais da Casa dos Jovens Pioneiros e da Casa das Artes Populares (1947-1957).
Participou de exposições na URSS, Alemanha (Blankenheim, Oldenburg), França, Hungria, Polônia e Letônia. 
Seus trabalhos podem ser encontrados em: 
- Museu do teatro central nomeado para AA Bahrushin em Moscou
- Galeria Estatal Tretyakov, Moscou
- Museu de artes visuais do Daguestão em homenagem a Patimat Saidovna Gamzatova, Makhachkala
- Museu Unido de História e Arquitetura do Estado do Daguestão em homenagem a Alibek Takho-Godi, Makhachkala
- Direção de Exposições de Arte da URSS
- Coleção de arte da República Socialista Federal Soviética Russa, Moscou
- Stas Namin Center
- Coleções corporativas e particulares na Rússia, Alemanha, França, Espanha, Áustria, Itália, Estados Unidos.

## Exposições e prêmios

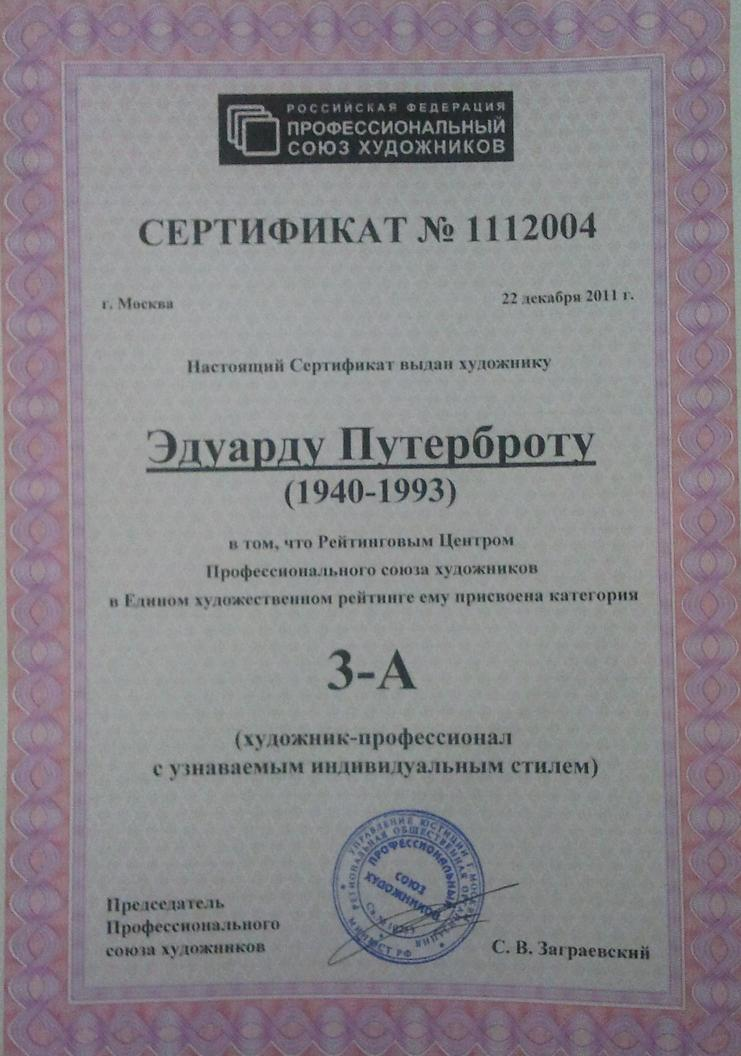
Certificado de Qualificação Artística Unificada da União de Artistas Profissionais da Rússia

Em 2010 foi anunciado o "Ano de Eduard Puterbrot no Daguestão" pela revista «Бизнес-Успех». No artigo dedicado ao 70º aniversário de Eduard Puterbrot, Yulia Goloveshkiva descreve as exposições organizadas em várias plataformas de arte da República. 
As seguintes exposições e projetos são mencionados: 
- exposição «Memória», organizada em abril de 2010 em Moscou pelo Museu de História da cidade de Makhachkala; 
- projeto do pintor Magomed Kazhlayev «Código: Eduard Puterbrot e os pintores do Daguestão»; 
- «Pan Marciano» - noite comemorativa e exibição de obras baseadas no desenho de suas cenografias na galeria do estudante de arte Vagidat Shamadayeva; 
- grande exposição de obras de Eduard Puterbrot da coleção da família do artista no âmbito do projeto "Primeira Galeria" (República do Daguestão)
Está incluído na Classificação Unificada de Arte e na Classificação Internacional de Arte da União dos Artistas Profissionais da Rússia «10.000 melhores artistas do mundo» com um atributo de «categoria melhor ou igual a três».

## Galeria

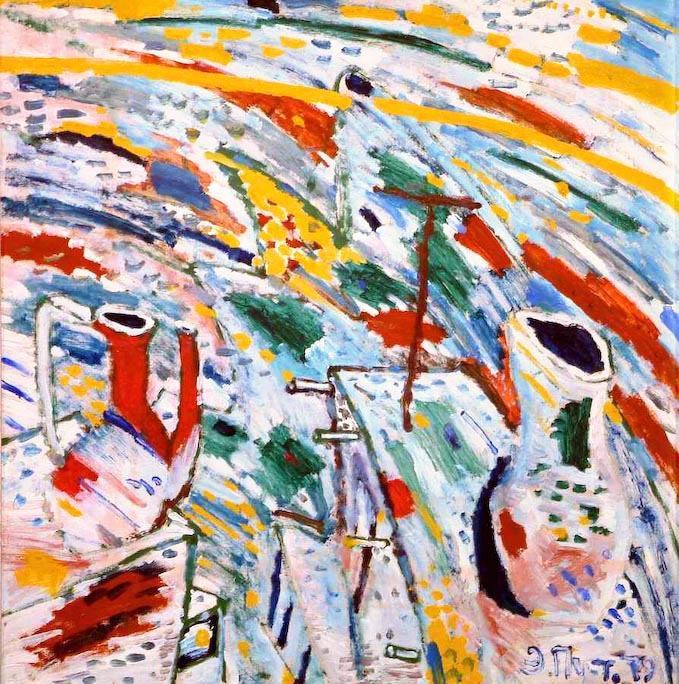
Morning Still Life (Manhã ainda vida), 1979 Papelão, pintura a óleo. 76 x 75
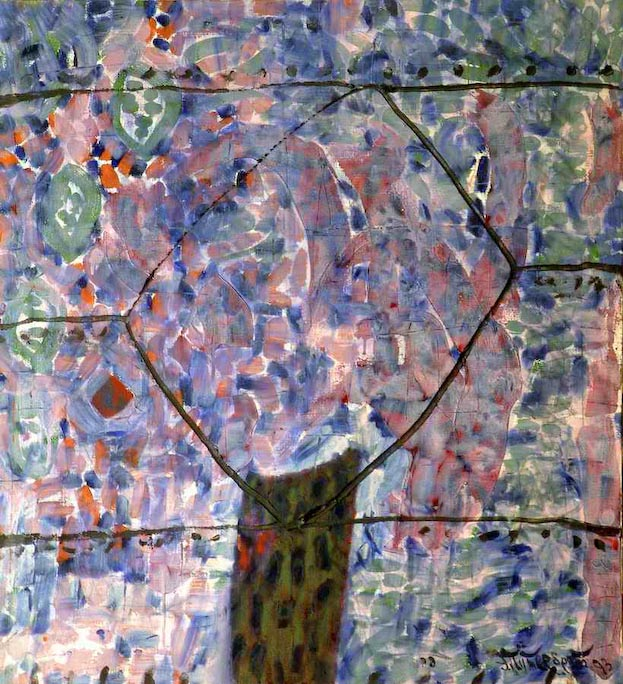
Love Game (Jogo de Amor) 1993 Lona, têmpera, pintura a óleo. 80 x 72
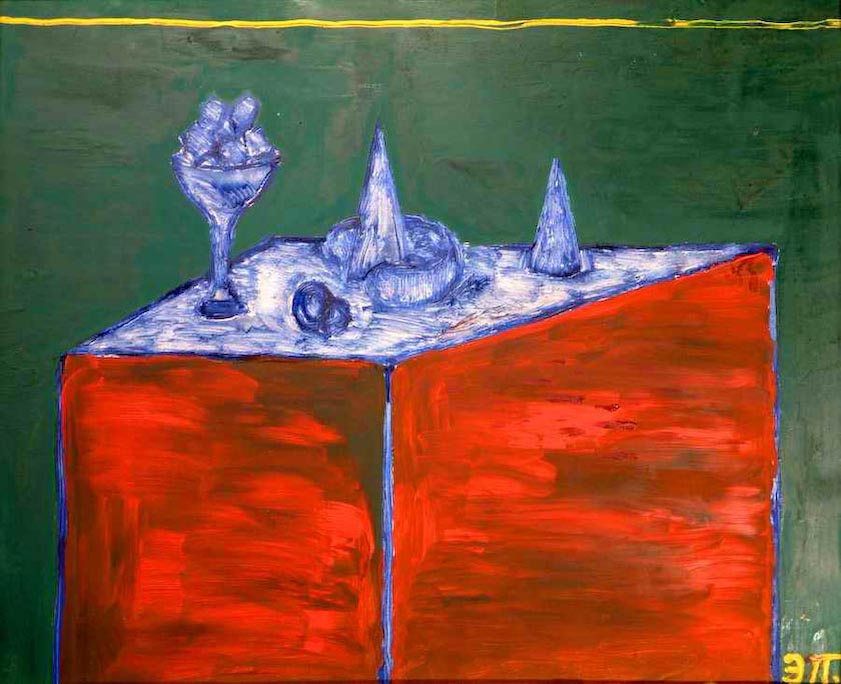
Still Life on Green (Ainda vida no verde), 1978 papelão, pintura a óleo 67 x 83
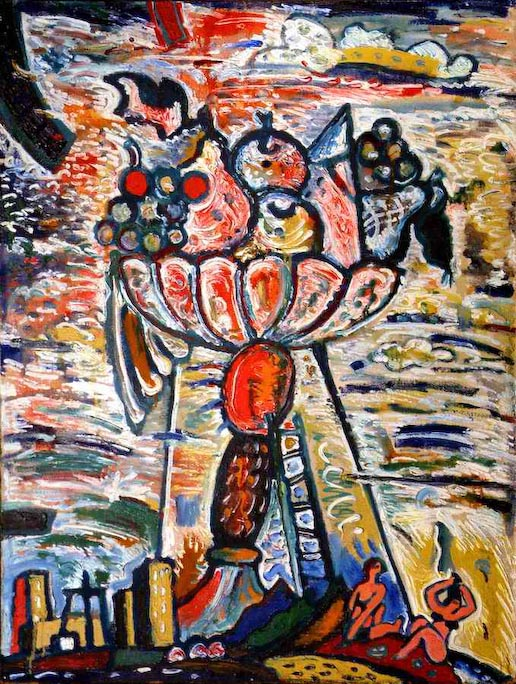
Sunny Day (Dia ensolarado), 1977 Placa de papel, pintura a óleo. 103x80